# Conférence des Églises européennes
Pour les articles homonymes, voir KEK.
La Conférence des Églises européennes ((en) Conference of European Churches ; (de) Konferenz Europäischer Kirchen, CEC) est une organisation œcuménique chrétienne qui réunit des Églises européennes.

## Histoire
La Conférence des Églises européennes est fondée en 1959 pour promouvoir la réconciliation, le dialogue et l'amitié entre les Églises d'Europe après la Seconde Guerre mondiale et à l'époque de la guerre froide, quand les divisions et tensions politiques étaient croissantes.
Dans l'ensemble de son engagement en Europe, la CEC cherche à aider les Églises à renouveler leur vie spirituelle, à renforcer leur témoignage et service commun et à promouvoir l'unité de l’Église et la paix dans le monde.
Au XXIe siècle, elle rassemble 116 membres parmi les Églises orthodoxes, protestantes, anglicanes et vieille-catholique de tous les pays d'Europe. La CEC a des bureaux à Bruxelles et Strasbourg.

## Gouvernance
Jusqu'en 2013, la CEC était gouvernée par un comité central annuel se réunissant entre chaque assemblée. Lors de la quatorzième assemblée de la CEC (Budapest, 2013), le Comité Central de 40 personnes a été remplacé par un conseil de direction de 20 membres, qui se réunit deux fois par an pour superviser la mise en œuvre des décisions de l'assemblée. De récentes réunions du Comité de Direction ont eu lieu à Genève (2003), Prague (2004), Crète (2005), Derry (2006) et Crète (2012).
De 2009 à 2013, le président de la CEC est Emmanuel Adamakis, métropolite orthodoxe grec de France. En 2013, il est remplacé par Christopher Hill, évêque de l’Église d'Angleterre à la retraite (anciennement évêque de Guildford). Le 4 juin 2018, le pasteur Christian Krieger de l'Église protestante réformée d'Alsace et de Lorraine est élu président à Novi Sad en Serbie. Depuis le 19 juin 2023, l'archevêque Nikitas de Thyateira et Grande-Bretagne est président.
Le statut de longue date de membre des organisations associées de tous les courants du mouvement œcuménique a été annulé après un débat controversé par la quatorzième Assemblée de la CEC, lors d'un second vote à huis clos demandé par l'Église protestante en Allemagne, l'un des principaux contributeurs au budget de la CEC. A été offert aux organisations exclues un statut sans droit de vote d'organisation en partenariat comme les conseils nationaux d'Églises dans la CEC, en affiliation avec le Conseil œcuménique des Églises.

## Secrétariat
Les bureaux de la Conférence des Églises européennes sont basés à Bruxelles, Belgique (anciennement les bureaux utilisés par la Commission Église et Société de la KEK) et à Strasbourg, France. L'ancien secrétariat général de la KEK et l'ancienne Commission Églises en Dialogue étaient auparavant situés dans le Centre Œcuménique à Genève, Suisse, et qui reste le siège du Conseil Œcuménique des Églises.
Depuis janvier 2020, le secrétaire général est le théologien danois Jørgen Skov Sørensen.

## Assemblées
La quatrième assemblée de la CEC (1964) s'est tenue sur un bateau en mer Baltique en raison des difficultés à obtenir un visa pour les délégués issus des pays d'Europe de l'Est.
- 1959 Nyborg (Danemark) : European Christianity in Today’s Secularised World
- 1960 Nyborg : The Service of the Church in a Changing World
- 1962 Nyborg : The Church in Europe and the Crisis of Modern Man
- 1964 Mer Baltique, à bord du M.V. Bornholm : Living Together as Continents and Generations
- 1967 Pörtschach (Autriche) : To Serve and Reconcile: the Task of the European Churches Today
- 1971 Nyborg : Servants of God, Servants of Men
- 1974 Engelberg (Suisse) : Act on the Message - Unity in Christ and Peace in the World
- 1979 La Canée (Crète, Grèce) : Alive to the World in the Power of the Holy Spirit
- 1984 Genève (Suisse) : Witness to God in Secular Europe
- 1986 Stirling (Écosse) : Glory to God and Peace on Earth
- 1992 Prague (Tchécoslovaquie) : God Unites - in Christ a New Creation
- 1997 Graz (Autriche) : Reconciliation, Gift of God and Source of New Life
- 2003 Trondheim (Norvège) : Jesus Christ Heals and Reconciles: Our Witness in Europe
- 2009 Lyon (France) : Called to One Hope in Christ
- 2013 Budapest (Hongrie) : And now what are you waiting for?” CEC and its Mission in a Changing Europe
- 2018 Novi Sad (Serbie) : Witness, Justice, Hospitality
- 2023 Tallinn (Estonie) : Under God's blessing: shaping the future

## Églises membres francophones
- Belgique
  - Église protestante unie de Belgique
- France
  - Église protestante malgache en France
  - Église protestante unie de France
  - Fédération des Églises évangéliques baptistes de France
  - Union des Églises protestantes d'Alsace et de Lorraine

- Suisse
  - Église évangélique méthodiste en Suisse
  - Fédération des Églises protestantes de Suisse
  - Église catholique-chrétienne de Suisse